# Dance with a Stranger
Dance with a Stranger (alternativ: Tanz mit einem Fremden; Geliebt bis in den Tod) ist eine britische Filmbiografie von Mike Newell aus dem Jahr 1985.

## Handlung
Der Film erzählt die Geschichte von Ruth Ellis, Managerin eines Nachtclubs und alleinerziehende Mutter eines zehnjährigen Sohnes. Sie hat noch eine Tochter, die aber bei Ruths Ex-Ehemann lebt.
Ellis lernt im Club den adeligen David Blakeley kennen, mit dem sie eine Beziehung eingeht. Sie begleitet ihn zu Autorennen, an denen er als Rennfahrer teilnimmt. Blakeley erweist sich als Trinker und es kommt zu häufigen Streitereien zwischen ihm und Ellis. Nach einer dieser Auseinandersetzungen und der anschließenden Prügelei im Club wird Ellis entlassen.
Ellis muss aus der Wohnung über den Clubräumen ausziehen. Sie zieht zum befreundeten Desmond Cussen, trifft sich jedoch weiter mit Blakeley. Cussen stellt sie eines Tages zur Rede und erfährt von den Treffen zwischen ihr und Blakeley. Nach einiger Zeit geht Blakeley auf Distanz zu Ellis. Sie tötet ihn, wird zum Tod verurteilt und hingerichtet.

## Kritiken
Roger Ebert schrieb in der Chicago Sun-Times vom 23. August 1985, der im Film dargestellte Fall gehöre zu jenen, die die Briten am stärksten faszinieren – wie Ebert vermutete, weil die Sexualität und das Klassensystem ins Spiel kommen; zwei Themen, die die Briten am meisten interessieren. Die Darstellungen seien „erstaunlich“, die düster wirkenden Bilder würden dem Film eine entsprechende Stimmung verleihen („a film of astonishing performances and moody, atmospheric visuals“). Der Film erlaube sich keine Versuche der „oberflächlichen Psychologie“ („shallow psychology“).

## Auszeichnungen
Mike Newell erhielt im Jahr 1985 den Award of the Youth der Internationalen Filmfestspiele von Cannes. Miranda Richardson wurde 1986 mit dem Evening Standard British Film Award ausgezeichnet. Ian Holm gewann 1986 den Boston Society of Film Critics Award.

## Hintergrund
Der Film wurde in London gedreht. Er wurde im Mai 1985 auf den Internationalen Filmfestspielen von Cannes vorgestellt.
Ruth Ellis wurde am 13. Juli 1955 hingerichtet. Sie war die letzte Frau in Großbritannien, an der das Todesurteil vollstreckt wurde.